# Jozef Lohyňa
Jozef Lohyňa (* 13. April 1963 in Zlaté Moravce, Tschechoslowakei) ist ein tschechoslowakischer Ringer, der ab 1994 für die Slowakei startete. Er wurde 1990 Weltmeister und gewann 1988 eine Bronzemedaille bei den Olympischen Spielen, jeweils im freien Stil im Mittelgewicht.

## Werdegang
Jozef Lohyňa begann als Jugendlicher mit dem Ringen und konzentrierte sich dabei auf den freien Stil. Seine Karriere begann er bei Banik Prievidza, später startete er auch für Dunajplavba Bratislava. Sein erster Trainer war sein Vater Ľubomír Lohyňa, später arbeitete er aber noch mit mehreren anderen Trainern zusammen. 1982 wurde er erstmals tschechoslowakischer Meister und im Jahre 1983 begann seine internationale Ringerkarriere, die 15 Jahre andauern sollte. Er ist auch in den deutschen Ringerkreisen sehr gut bekannt, weil er jahrelang für deutsche Vereine in der deutschen Bundesliga rang und mit den AC Bavaria Goldbach auch zweimal die deutsche Mannschaftsmeisterschaft gewann. Nach dem Ende seiner aktiven Zeit arbeitet er als Trainer und ist außerdem Geschäftsmann in Bratislava.
Seine internationale Karriere begann bei den Ringer-Europameisterschaften 1983 in Budapest, wo er im Mittelgewicht den vierten Platz belegte. Insgesamt startete er dann bis zum Jahre 1998 noch bei weiteren 21 internationalen Meisterschaften und gewann dabei zehn Medaillen.
Den größten Erfolg in seiner Laufbahn errang er bei den Ringer-Weltmeisterschaften 1990, als er in Tokio Weltmeister im Mittelgewicht vor Royce Alger aus den Vereinigten Staaten, den er im Finale mit 3:1 Punkten besiegte, wurde. Ein Jahr später, 1991, war er in Warna nahe dran, diesen Erfolg zu wiederholen. Er kämpfte sich dort bis in das Finale vor, in dem er gegen Kevin Jackson aus den Vereinigten Staaten im Finale stand. Nach der regulären Kampfzeit stand es dabei 0:0 und in der Verlängerung gelang Jackson eine kleine Wertung, die ihn zum 1:0-Punktsieger machte. Jozef Lohyňa wurde damit Vizeweltmeister. Eine Bronzemedaille bei Weltmeisterschaften gewann er noch bei den Ringer-Weltmeisterschaften 1986 in Budapest, wobei er im Kampf um diese Medaille Reiner Trik aus der Bundesrepublik Deutschland mit 10:3 Punkten besiegte.
Bei Olympischen Spielen startete Jozef Lohyňa insgesamt dreimal, wobei zu berücksichtigen ist, dass er 1984 in Los Angeles nicht an den Start gehen konnte, weil die Tschechoslowakei, getreu den Vorgaben aus Moskau, diese Spiele boykottierte. Den größten Erfolg bei diesen Olympischen Spielen erzielte er 1988, als er in Seoul eine Bronzemedaille gewann. Auf dem Weg zu dieser Medaille siegte er über den Schweizer Jollien, verlor dann gegen Han Myung-woo aus Südkorea knapp mit 7:8 Punkten, besiegte weiterhin Chris Rinke aus Kanada, Puntsagiin Süchbat, Mongolei, Ito, Japan und im Kampf um die Bronzemedaille Alexander Tambowzew aus der Sowjetunion, der in diesem Kampf nach 7:54 Minuten Kampfzeit wegen Passivität disqualifiziert wurde, also sechs Sekunden vor dem Ende des Kampfes.
Auch bei den Olympischen Spielen 1992 in Barcelona brachte Jozef Lohyňa eine sehr gute Leistung, auch wenn er mit einem fünften Platz knapp die Medaillenränge verpasste. Er siegte dort über Alcide Legrand, Frankreich und Nicolae Ghiță aus Rumänien, unterlag dann gegen Elmadi Schabrailow aus der Gemeinschaft Unabhängiger Staaten knapp mit 7:8 Punkten, besiegte danach Rachmat Sukra Sofiadi aus Bulgarien, verlor gegen Hans Gstöttner aus der deutschen Mannschaft klar (1:5) nach Punkten und erkämpfte sich mit einem überlegenen 10:0-Sieg über Sebahattin Öztürk aus der Türkei diesen fünften Platz.
Mit einem vierten Platz bei den Olympischen Sommerspielen 1996 in Atlanta, bei der er schon für die Slowakei startete, verfehlte er im Halbschwergewicht die Medaillenränge noch knapper als 1992. In Atlanta besiegte er Tatsuo Kawai, Japan, Bajanmönchiin Gantogtoch, Mongolei und Kim Ik-hee, Südkorea, verlor dann gegen Macharbek Chadarzew, Russland ziemlich klar nach Punkten (1:7), besiegte Victor Kodei, Nigeria und verlor den Kampf um die olympische Bronzemedaille gegen Eldari Luka Kurtanidse aus Georgien nach Punkten (0:5).
Bei Europameisterschaften gewann Jozef Lohyňa insgesamt fünf Medaillen. Ganz nahe am Titel war er bei den Ringer-Europameisterschaften 1989 in Ankara. Er stand dort im Mittelgewicht im Endkampf Necmi Gençalp aus der Türkei gegenüber. Zwei Ringer, die in ihrer Kampfgestaltung überhaupt nicht zusammenpassten. So kam es, dass beide Ringer nach Ende des Kampfes, der 0:0 endete, wegen Passivität disqualifiziert wurden und beide auf den zweiten Platz gesetzt wurden. Ein Europameistertitel wurde in diesem Jahr nicht vergeben.
Bronzemedaillen bei Europameisterschaften gewann Jozef Lohyňa 1986 in Piräus, wo er unter anderem Reiner Trik mit 8:1 Punkten besiegte, 1987 im bulgarischen Weliko Tarnowo, 1994 in Rom und 1998 in Bratislava, wo er von dem überragenden Buwaissar Saitijew aus Russland geschlagen wurde und sich die Bronzemedaille durch einen knappen 3:2-Punktsieg über Ali Özen aus der Türkei sicherte.
1983 wurde Jozef Lohyňa in Anaheim/USA außerdem Vize-Weltmeister bei den Junioren (Espoirs), obwohl er dort in seinem Pool gegen Reiner Trik verloren hatte.

## Internationale Erfolge
| Jahr | Platz  | Wettbewerb                                    | Gewichtsklasse | Ergebnisse |
| 1981 | 3.     | Internationales Turnier in Bratislava         | Welter         | hinter Martin Knosp, Bundesrepublik Deutschland und Radschunat, DDR |
| 1983 | 4.     | EM in Budapest                                | Mittel         | hinter Reşit Karabacak, Türkei, Efraim Kamberow, Bulgarien und Giorgi Makassarischwili, Georgien |
| 1983 | 2.     | Junioren-WM (Espoirs) in Anaheim/USA          | Mittel         | hinter Dumitru Diprian, Rumänien, vor Aslanbek Bissultanow, Sowjetunion |
| 1983 | 4.     | WM in Kiew                                    | Mittel         | hinter Taimuras Dsgojew, Sowjetunion, Dsewegiin Düwtschin, Mongolei und Efraim Kamberow, vor Reşit Karabacak |
| 1984 | 2.     | Internationales Turnier in Clermont-Ferrand   | Mittel         | hinter Mark Schultz, USA, vor Adolf Seger, Bundesrepublik Deutschland, Chris Rinke, Kanada und Peter Syring, DDR |
| 1984 | 9.     | EM in Jönköping                               | Mittel         | Sieger: Efraim Kamberow vor Reiner Trik, Bundesrepublik Deutschland und Luchman Dschabrailow, Moldawien |
| 1984 | 1.     | "Werner-Seelenbinder"-Turnier in Leipzig      | Mittel         | vor Hans-Peter Franz, DDR, Orlando Hernández, Kuba, Leszek Ciota, Polen und Detlef John, DDR |
| 1985 | 1.     | "Roger-Coulon"-Memorial in Clermont-Ferrand   | Mittel         | vor Chris Rinke, Alexander Tambowzew und Leszek Ciota |
| 1985 | 4.     | EM in Leipzig                                 | Mittel         | nach Siegen über Necmi Gençalp, Türkei, Wesko Manow, Bulgarien, Fodorea, Rumänien und Joseppino Masidda, Frankreich und Niederlagen gegen Juri Worobjow, Sowjetunion und Leszek Ciota, Polen                                           |
| 1985 | 11.    | WM in Budapest                                | Mittel         | Sieger: Mark Schultz, USA vor Alexandar Nanew, Bulgarien und Alexander Tambowzew, Sowjetunion |
| 1986 | 1.     | Großer Preis der ČSSR in Prag                 | Mittel         | vor Polomarjow, Sowjetunion und Hans-Peter Franz, DDR |
| 1986 | 3.     | EM in Piräus                                  | Mittel         | hinter Alexandar Nanew und Wagab Kasibekow, Sowjetunion |
| 1986 | 3.     | Großer Preis von Deutschland in Freiburg      | Mittel         | hinter Wesko Manow, Bulgarien und Hans-Peter Franz |
| 1986 | 3.     | WM in Budapest                                | Mittel         | hinter Wladimer Modossiani, Sowjetunion und Alexandar Nanew, vor Reiner Trik |
| 1987 | 2.     | Großer Preis von Deutschland in Aschaffenburg | Mittel         | hinter Juri Worobjow, vor Necmi Gençalp und Reiner Trik |
| 1987 | 3.     | EM in Weliko Tarnowo                          | Mittel         | hinter Alexandar Nanew und Wladimer Modossiani, vor Gheorghe Mîţu, Rumänien und Necmi Gençalp |
| 1988 | 1.     | FILA-Grand-Prix-Gala in Budapest              | Mittel         | vor László Dvorák und József Märtz, beide Ungarn |
| 1988 | 1.     | Großer Preis der CSSR in Prag                 | Mittel         | vor Chris Rinke und Jouni Ilomäki, Finnland |
| 1988 | 1.     | Internationales Turnier in Palermo            | Mittel         | vor Dimitar Todorow, Bulgarien und Reiner Trik |
| 1988 | 5.     | EM in Manchester                              | Mittel         | vor László Dvorák, Hans Gstöttner, DDR, Alexandar Nanew und Andrzej Radomski, Polen |
| 1988 | Bronze | OS in Seoul                                   | Mittel         | nach Sieg über Jollien, Schweiz, Niederlage gegen Han Myung-woo, Südkorea, Siegen über Chris Rinke, Kanada, Puntsagiin Süchbat, Mongolei, Ito, Japan und Alexander Tambowzew                                                           |
| 1989 | 1.     | Großer Preis von Deutschland in Dortmund      | Mittel         | vor Alcide Legrand, Frankreich, Reiner Trik und Klaus Riesterer, beide Deutschland |
| 1989 | 2.     | EM in Ankara                                  | Mittel         | gemeinsam mit Necmi Gençalp, vor Elmadi Schabrailow, Sowjetunion und Gheorghe Mîţu |
| 1989 | 5.     | WM in Martigny/Schweiz                        | Mittel         | hinter Elmadi Schabrailow, Melvin Douglas, USA, Alcide Legrand und Necmi Gençalp |
| 1990 | 6.     | Großer Preis von Deutschland in Saarbrücken   | Mittel         | Sieger: Rachmat Sukra Sofiadi vor Hans Gstöttner und Alcide Legrand |
| 1990 | 1.     | WM in Tokio                                   | Mittel         | vor Royce Alger, USA, Puntsagiin Süchbat und Awtandil Gogolischwili, Sowjetunion |
| 1991 | 2.     | WM in Warna                                   | Mittel         | hinter Kevin Jackson, USA, vor Sebahattin Öztürk und Rasul Katinovasov, Sowjetunion |
| 1992 | 6.     | Großer Preis von Deutschland in Leipzig       | Mittel         | Sieger: Hans Gstöttner vor Schamid Bergijew, Russland und Nicolae Ghiță, Rumänien |
| 1992 | 5.     | OS in Barcelona                               | Mittel         | nach Siegen über Alcide Legrand und Nicolae Ghiță, einer Niederlage gegen Elmadi Schabrailow, einem Sieg über Rachmat Sukra Sofiadi, einer Niederlage gegen Hans Gstöttner und einem Sieg über Sebahattin Öztürk                       |
| 1993 | 1.     | Großer Preis der Slowakei in Bratislava       | Halbschwer     | vor Detlef John und Ingo Manz |
| 1994 | 3.     | EM in Rom                                     | Halbschwer     | hinter Soslan Frajew, Russland und Wladimir Matuschenko, Weißrussland, vor Robert Kostecki, Polen |
| 1994 | 2.     | Großer Preis von Deutschland in Wiesental     | Halbschwer     | hinter Aljaksandr Sauko, Weißrussland, vor Ingo Manz, Deutschland |
| 1994 | 4.     | WM in Istanbul                                | Halbschwer     | hinter Rasoul Khadem, Iran, Macharbek Chadarzew, Russland und Melvin Douglas |
| 1995 | 4.     | EM in Fribourg/Schweiz                        | Halbschwer     | hinter Macharbek Chadarzew, Eldari Luka Kurtanidse, Georgien und Sagid Murtasalijew, Ukraine |
| 1995 | 1.     | Großer Preis von Deutschland in Leipzig       | Halbschwer     | vor Ludwig Schneider, Deutschland und Igors Samušonoks, Lettland |
| 1995 | 6.     | WM in Atlanta                                 | Halbschwer     | Sieger: Rasoul Khadem vor Macharbek Chadarzew und Melvin Douglas |
| 1996 | 4.     | OS in Atlanta                                 | Halbschwer     | nach Siegen über Tatsuo Kawai, Japan, Bajanmönchiin Gantogtoch, Mongolei und Kim Ik-hee, Südkorea, einer Niederlage gegen Macharbek Chadarzew, einem Sieg über Victor Kodei, Nigeria und einer Niederlage gegen Eldari Luka Kurtanidse |
| 1998 | 3.     | EM in Bratislava                              | Mittel         | nach Siegen über Michał Seweryn Stanisławski, Polen und Ali Özen, Türkei, einer Niederlage gegen Buwaissar Saitijew, Russland und Siegen über Plamen Penew, Bulgarien und Ali Özen                                                     |

## Erläuterungen
- alle Wettkämpfe im freien Stil
- OS = Olympische Spiele, WM = Weltmeisterschaft, EM = Europameisterschaft
- Mittelgewicht, bis 1996 bis 82 kg, von 1997 bis 2001 bis 85 kg, Halbschwergewicht, bis 1996 bis 90 kg Körpergewicht